# Unfallkrankenhaus Klagenfurt
Das Unfallkrankenhaus Klagenfurt (UKH) ist ein Krankenhaus der Allgemeinen Unfallversicherungsanstalt in Kärnten. Das UKH ist ein akademisches Lehrkrankenhaus der Medizinischen Universität Graz. Das Behandlungsspektrum umfasst die gesamte Unfallchirurgie und Orthopädie. Im Jahr 2013 wurden 5.056 stationäre Fälle und 45.260 ambulante Fälle im Unfallkrankenhaus Klagenfurt behandelt.
In den nächsten Jahren ist ein Neubau sowie die Eingliederung des Unfallkrankenhauses am Gelände des Klinikum Klagenfurt geplant.

## Medizinische Ausstattung

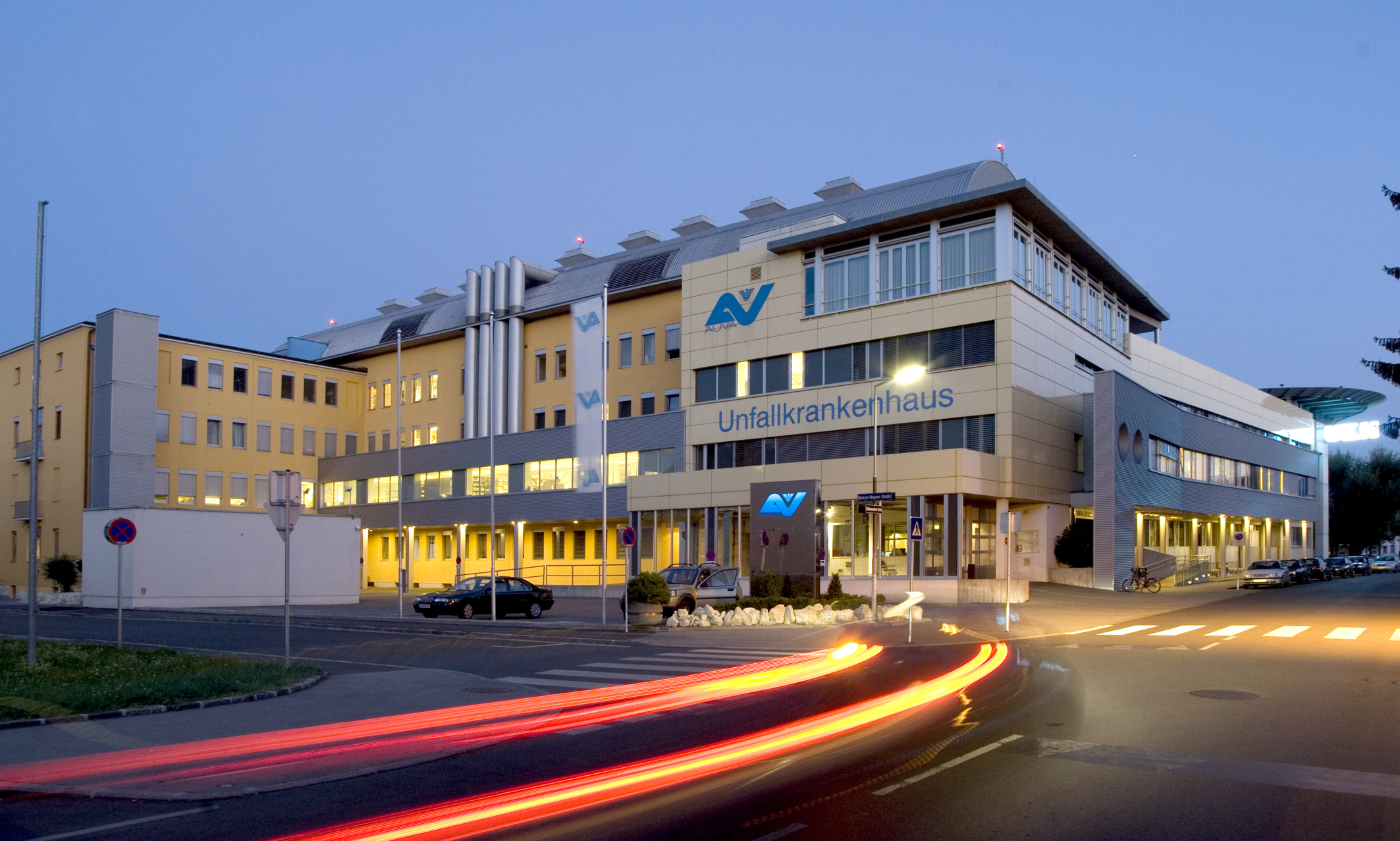
Unfallkrankenhaus Klagenfurt

Das Leistungsangebot des UKH umfasst vor allem die Behandlung von Verletzungen von Knochen, Gelenken und Weichteilen die Behandlung von Sportverletzungen der Gelenke sowie von degenerativen Gelenkserkrankungen mittels Arthroskopie (Gelenksspiegelung), die Behandlung von Folgeschäden nach Unfallverletzungen und von Abnützungserkrankungen des Bewegungsapparates inklusive Physiotherapie und Ergotherapie. Darüber hinaus die Unfallchirurgische Versorgung von Schädel-, Thorax-, Abdominal- und Beckenverletzungen nach Maßgabe auch interdisziplinär unter Beiziehung der entsprechenden Konsiliarfächer, insbesondere bei polytraumatisierten Patienten.
Außerdem werden Verletzungen der Wirbelsäule und des Rückenmarkes behandelt sowie degenerative Erkrankungen an Armen, Händen, Beinen und Füßen, insbesondere Operationen zum Gelenkersatz (künstliche Gelenke von Schultern, Hüfte und Kniegelenk) und Korrektur von Fehlstellungen.

## Qualitätsmanagement / CIRPS
Die Qualitätssicherung in den AUVA-Behandlungseinrichtungen orientiert sich an den Bedürfnissen und Wünschen der Patienten, der Mitarbeiter und der Organisation. In dieser Prioritätenfolge wurde ein Modell eingeführt, das die praktische Arbeit vor Ort unterstützt.
Wie in allen AUVA-Unfallkrankenhäusern wurde auch in Klagenfurt das Fehlermeldesystem CIRPS (Critical Incident Reporting and Prevention System) bis Ende 2011 eingeführt. Dabei handelt es sich um ein Gesamtkonzept zur Meldung, Bearbeitung und Prävention unerwünschter Ereignisse bei der Behandlung von Patienten.

## Geschichte
Am 4. November 1953 wurde das Unfallkrankenhaus in Klagenfurt in Betrieb genommen. Im Jahr 1966 kam der Beschluss zur Modernisierung des Unfallkrankenhauses durch einen Erweiterungs- und Umbau. In den seither vergangenen 50 Jahren hat die gesamte Medizin und mit ihr die Unfallchirurgie eine rasante Entwicklung erfahren. Die diagnostische und therapeutische Technik in der Unfallchirurgie wurden in dieser Zeit mehrfach komplett geändert. Während das UKH Klagenfurt in den 1950er Jahren als Arbeitsunfallkrankenhaus gegründet wurde, um die Folgen der Arbeitsunfälle einschließlich Berentung und Invalidität zu reduzieren, sucht heute ein Großteil der Patienten das Unfallkrankenhaus wegen Sport- und Freizeitunfällen sowie Verkehrsunfällen auf.